# كارل غونار غوندرسن
كارل غونار غوندرسن (بالنرويجية البوكمول: Carl Gunnar Gundersen)‏ هو لاعب هوكي الجليد وصحفي نرويجي، ولد في 1 سبتمبر 1967.

## وصلات خارجية
- كارل غونار غوندرسن على موقع EliteProspects.com (الإنجليزية)
- كارل غونار غوندرسن على موقع أوليمبيديا (الإنجليزية)